# Stefano Magaddino

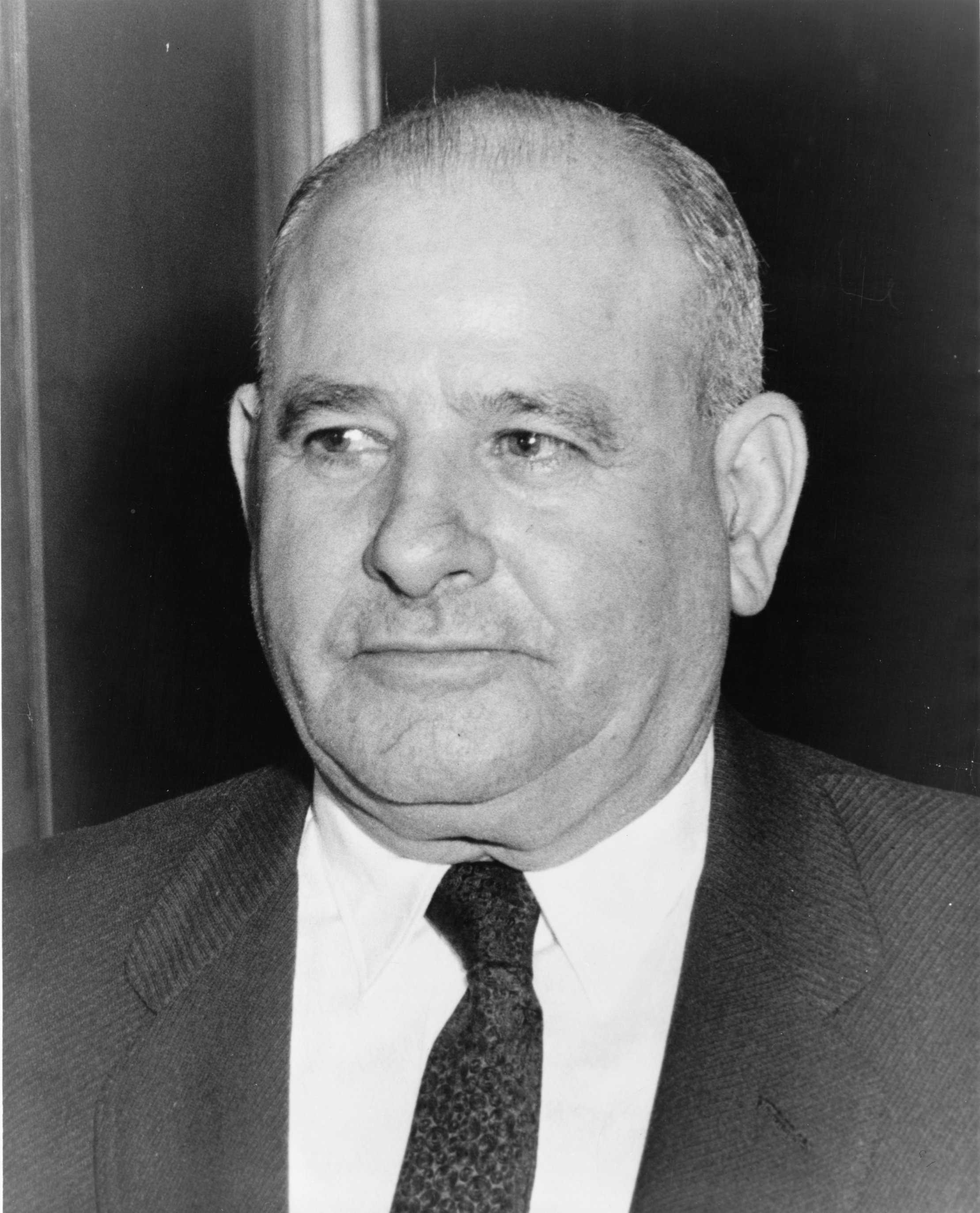
Stefano Magaddino nel 1959

Stefano Magaddino (Castellammare del Golfo, 10 ottobre 1891 – New York, 19 luglio 1974) è stato un mafioso italiano.

## Biografia
Stefano Magaddino nacque a Castellammare del Golfo, in provincia di Trapani, il 10 ottobre del 1891. Magaddino emigra da giovane negli Stati Uniti, prendendo casa a Brooklyn e successivamente diventando boss della famiglia di Buffalo. Nel 1921 viene arrestato perché ritenuto coinvolto nell'omicidio, nel New Jersey, di un uomo del clan rivale. Agli inizi degli anni '30 partecipa alla guerra castellammarese. Nel 1936 subisce un attentato ma a morire, per errore, è la sorella.
Decide quindi di spostarsi verso la zona di Niagara Falls, organizzando un commercio clandestino di alcol durante gli anni del proibizionismo. Dopo il proibizionismo, accresce la propria ricchezza praticando estorsioni, rapimenti, gioco d'azzardo e usura. Negli anni scampa a diversi attentati e mantiene la guida della propria famiglia per circa 50 anni, rappresentandola nella commissione di Charles "Lucky" Luciano. Stefano Magaddino muore per un attacco di cuore nel 1974 all'età di 82 anni. Il funerale fu celebrato nella locale chiesa e fu sepolto nel cimitero di St. Joseph, a Niagara Falls, New York.